# 西波拉 (亞利桑那州)
西波拉（英語：Cibola）是位於美國亞利桑那州拉巴斯縣的一個人口普查指定地區。根據2010年美國人口普查，該地人口為250人，而該地的面積約為52.29平方千米。

## 地理
西波拉的座標為33°18′59″N 114°39′54″W / 33.31639°N 114.66500°W，而該地最高點為海拔高度74米（即243英尺）。